# Puchar Świata Strongman 2003
Puchar Świata Strongman 2003 - doroczne, indywidualne zawody
siłaczy.
Data: kwiecień 2003 r.

Miejsce: Inowrocław  Polska
WYNIKI ZAWODÓW:
| Miejsce | Zawodnik           | Kraj      | Punkty            |
| ------- | ------------------ | --------- | ----------------- |
| 1.      | Jarosław Dymek     | Polska    | 44,5              |
| 2.      | Robert Szczepański | Polska    | 33,5              |
| 3.      | Raimonds Bergmanis | Łotwa     | 33                |
| 4.      | Žydrūnas Savickas  | Litwa     | 27,5              |
| 5.      | Rene Minkwitz      | Dania     | 23                |
| 6.      | Hugo Girard        | Kanada    | 22,5              |
| 7.      | Janne Virtanen     | Finlandia | 18 (kontuzjowany) |
| 8.      | Simon Sulaiman     | Syria     | 12                |